# マリノスタウン
マリノスタウン（Marinos Town）は、神奈川県横浜市西区みなとみらいにかつて存在したサッカー練習場を中心としたスポーツ施設「横浜F・マリノスMM21トレーニングセンター」の通称。
日産自動車が整備し、同社が運営に参画する、日本プロサッカーリーグ（Jリーグ）・横浜F・マリノスが本社および練習施設を置いていた。また、アトラシアンの日本オフィスも当施設内に入居していた。

## 概要
それまでF・マリノスの活動拠点は、本社事務所と下部組織の練習場が日産新子安グラウンド（神奈川区新子安）、ホームスタジアムが日産スタジアム（港北区小机町）、練習場ならびにクラブハウスが元フリューゲルスの練習場であった戸塚トレーニングセンター（戸塚区品濃町）およびホームスタジアム至近の日産フィールド小机（港北区小机町）と、横浜市内に分散して所在していた。
2004年11月29日、クラブハウス・事務所機能を集約させ、運営面での機能の向上と、トップチームから下部組織を施設の整った練習場にまとめることによるチームレベルの総合的向上、また、クラブ、サポーター利便性の向上、地元横浜市との地域密着などを図るため、みなとみらい地区の61街区における独自の都市部型サッカータウンの建設計画が発表された。設立・運営に関しては、F・マリノスの親会社である日産自動車が横浜市との間で10年間3億円の定期借地権契約を締結し、日産が施設を整備した上で、F・マリノスに年間1億円の賃料で貸し出す形式を取っていた。
2006年6月27日に一部施設が先行オープンし、2007年1月27日にグランドオープン。クラブの全機能は当施設内に移転された（これに伴い、戸塚トレーニングセンターは2007年2月より横浜FCが使用している）。なお、クラブハウス内の選手食堂は、衛生面の問題で一時は設置が見送られていたが、2007年7月23日より稼働した。
2006年12月と2011年12月にはFIFAクラブワールドカップで来日したFCバルセロナが、2007年12月には同大会で来日したACミランが練習場として使用した。なお、クラブハウスの設計には、岡田武史元監督の意見が取り入れられ、FCバルセロナのクラブハウスも参考にしている。
2014年1月、アトラシアンの日本オフィスが当施設内のイタリアンレストランなどがあった場所に移転したが、2015年10月に馬車道地区へ再移転した。
定期借地権契約は2016年5月までとなっていた（ただし、近年ではみなとみらい地区における暫定施設の契約期限が延長される傾向にある）ことからクラブではマリノスタウンのあり方を再検討。借地料がクラブの財政面での負担となっていたことから定期借地権契約の非更新と当施設の閉鎖が決まった。トップチームおよびユースチームの練習拠点とクラブハウス機能はホームスタジアムである日産スタジアムやしんよこフットボールパークなどがある新横浜公園周辺に、それ以外の育成組織については横浜市内のほかの会場へそれぞれ移転することとなり、当施設は2016年1月に閉鎖（翌2月には建物も解体）された。
2016年8月時点でマリノスタウンに存在した建物は全て解体されて、跡地は更地となった。横浜市では隣接する横浜みなとみらいスポーツパーク（60街区）の敷地と共に、返却後の60・61街区では大規模集客（観光・エンターテインメント）施設を整備する方針であったが、両街区の半分ほどの敷地にはケン・コーポレーションが主体となって音楽アリーナ（Kアリーナ横浜）やヒルトン横浜、オフィスビルなどで構成される大型複合施設（複数棟）が建設されることになり、2019年2月に事業認可を受けた（「横浜みなとみらいスポーツパーク#閉鎖後の暫定運営と跡地開発」も参照）。61街区の南西区画には2019年7月7日、横浜アンパンマンこどもミュージアムが48街区から移転した。2020年8月1日から10月23日まで、61街区の横浜アンパンマンこどもミュージアムに隣接する区画では「NISSAN PAVILION Yokohama（ニッサンパビリオン）」が開設された。その後、ヒルトン横浜は2023年9月24日に、Kアリーナ横浜は2023年9月29日にそれぞれオープンした。

## 施設
- クラブハウス・事務所[1]

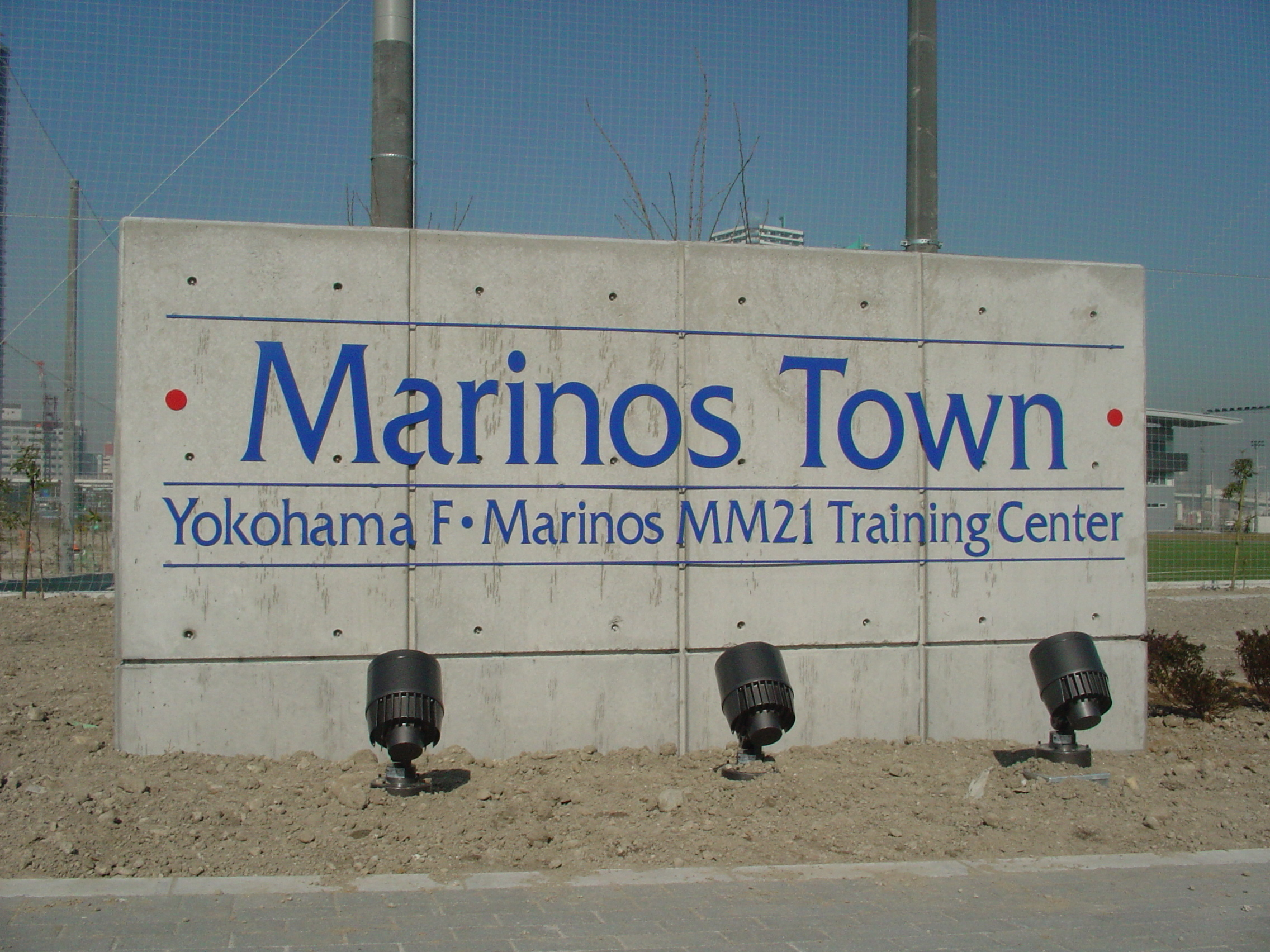
「横浜F・マリノスMM21トレーニングセンター」を示していた看板

- グラウンド4面（A、Bグラウンド : 天然芝、Cグラウンド : 人工芝、Dグラウンド : セミサイズ人工芝）[1]
- トレーニングスロープ
- 観戦スタンド（2,020席）[1]
- ショップ
  - オフィシャルグッズショップ「トリコロールワン」みなとみらい店
  - ローソンマリノスタウン店

（以下、過去に存在した店舗）
  - イタリアンレストラン「IVI」(2011年1月15日閉店)
  - マリノスカフェ(2011年3月20日閉店)
- オフィス
  - アトラシアン日本オフィス
- 関係者用駐車場
- コインパーキング

## 交通
- 横浜高速鉄道みなとみらい線・新高島駅4番出口（臨港パーク口）から徒歩約5分[1]
- 横浜駅東口から徒歩約15分[1]
- 桜木町駅から観光周遊バス「あかいくつ」で「マリノスタウン前」下車

## ギャラリー

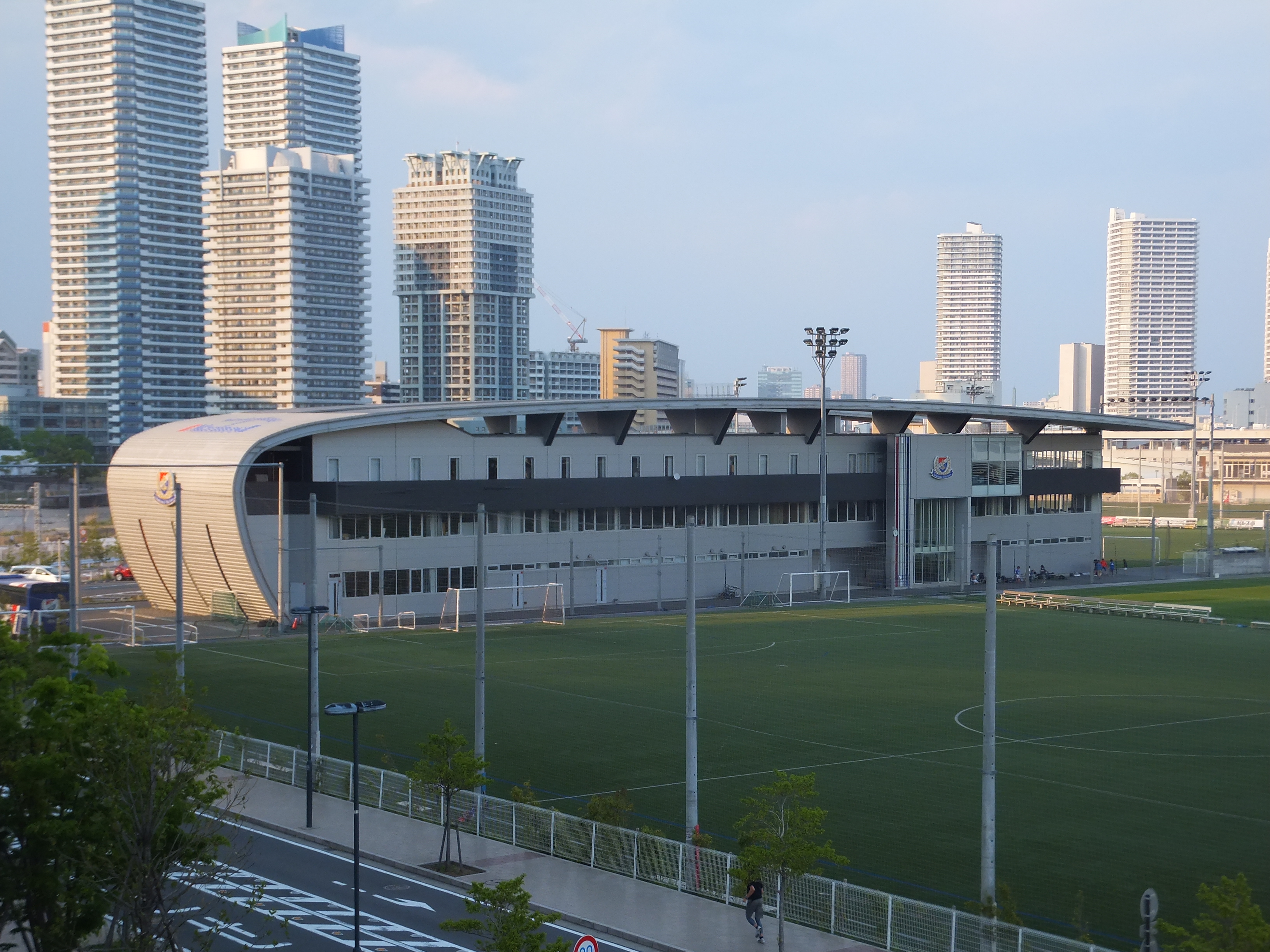
クラブハウス
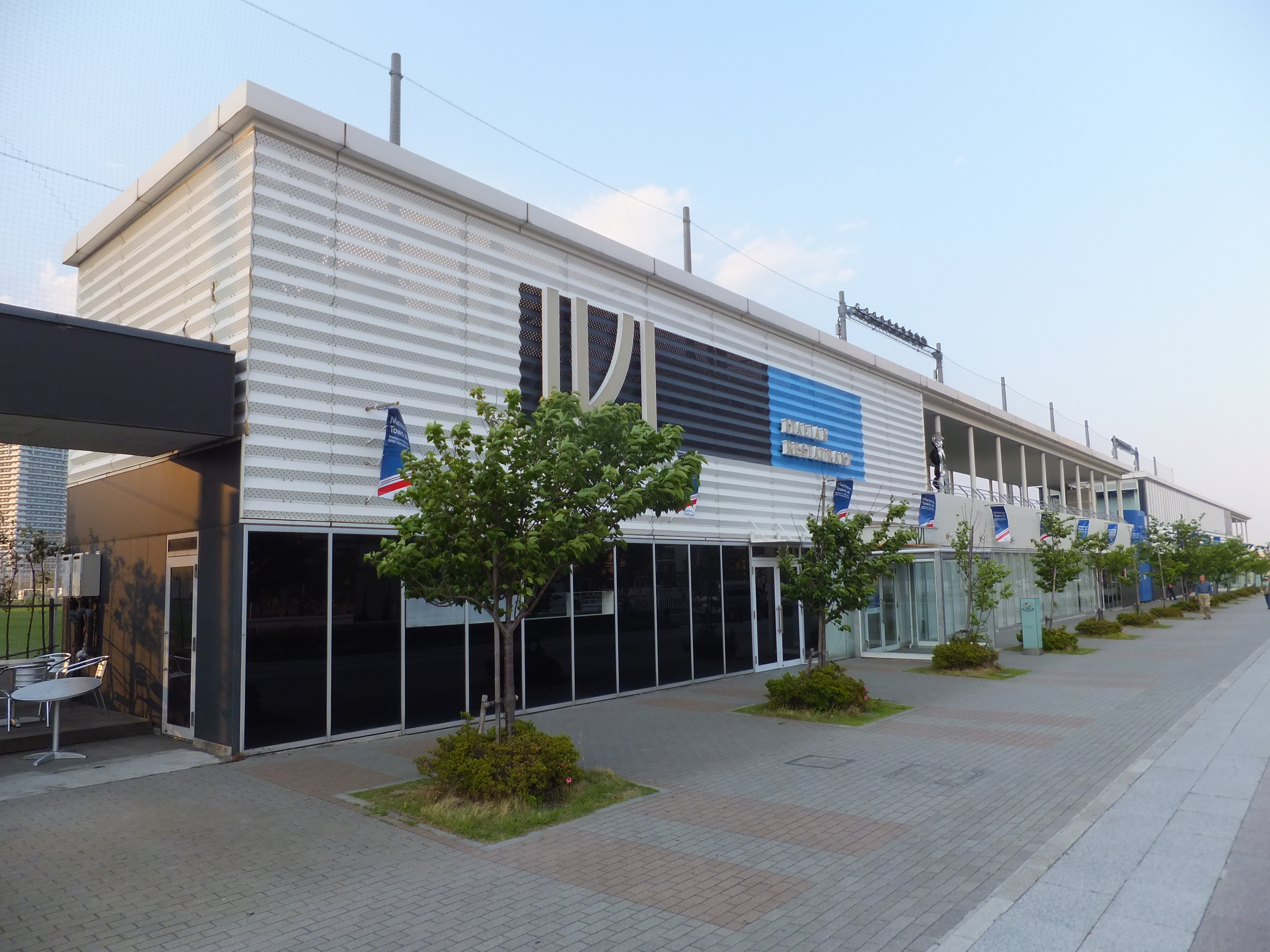
施設正面の建物
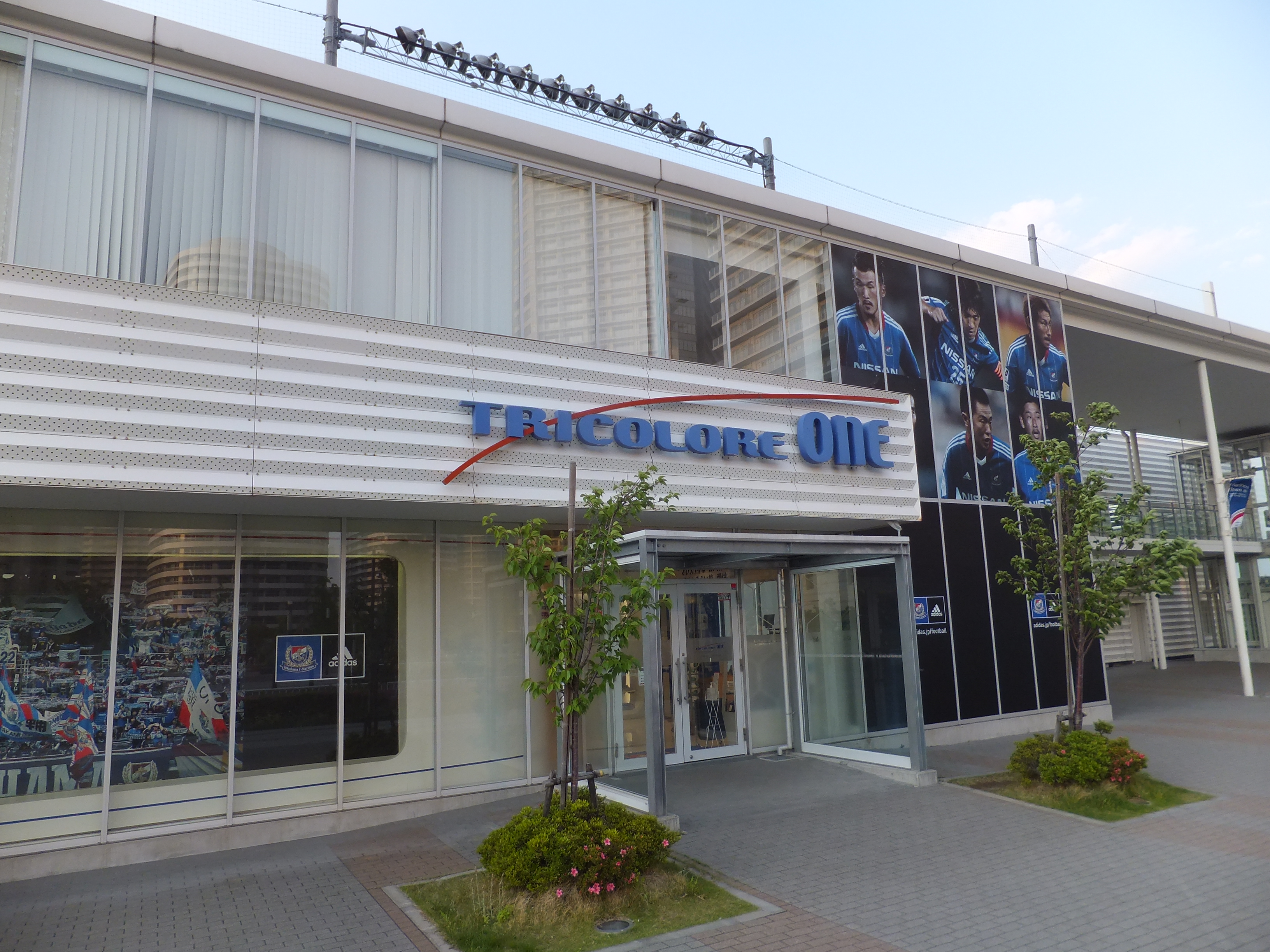
施設正面のショップ
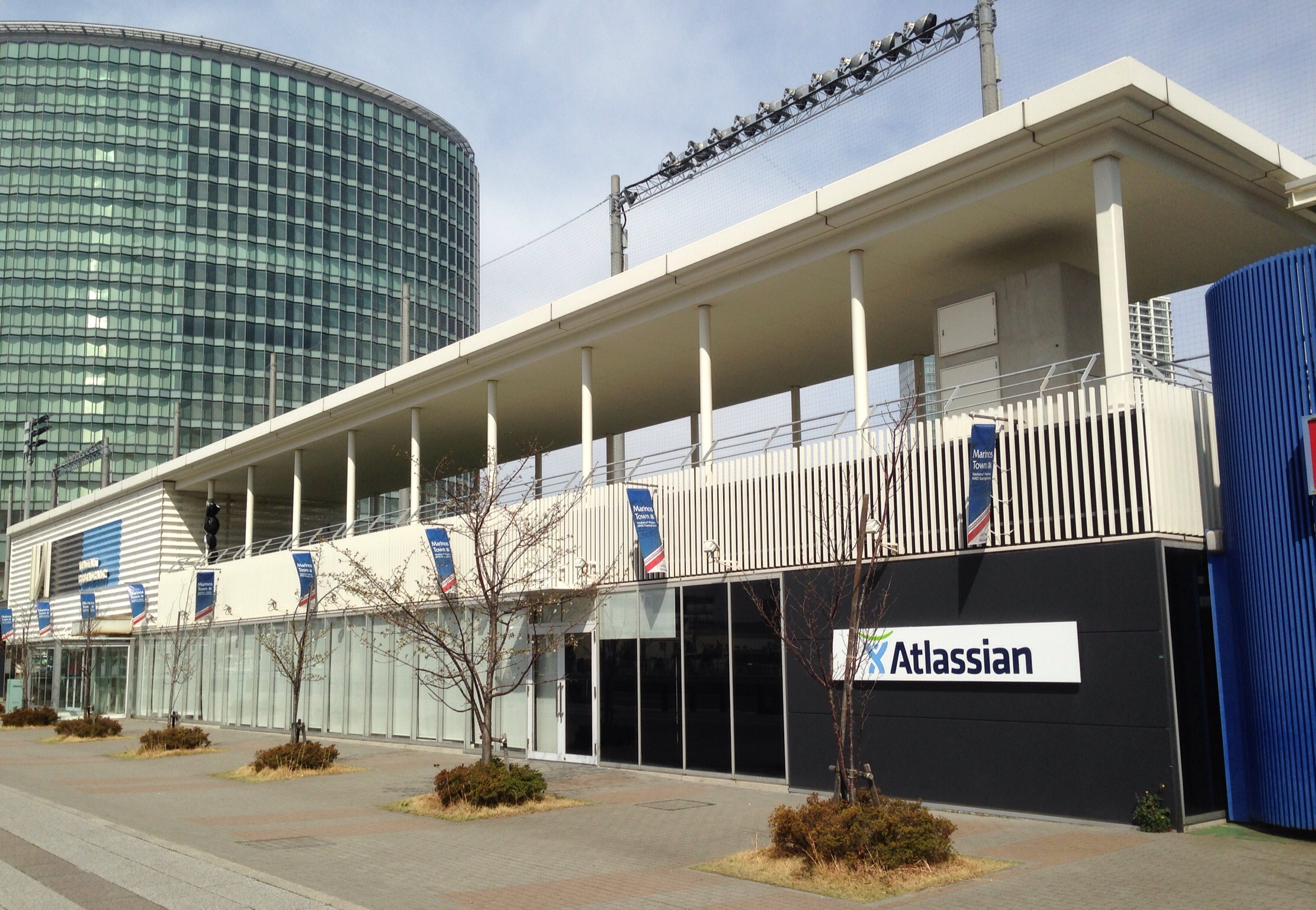
アトラシアンの日本オフィス
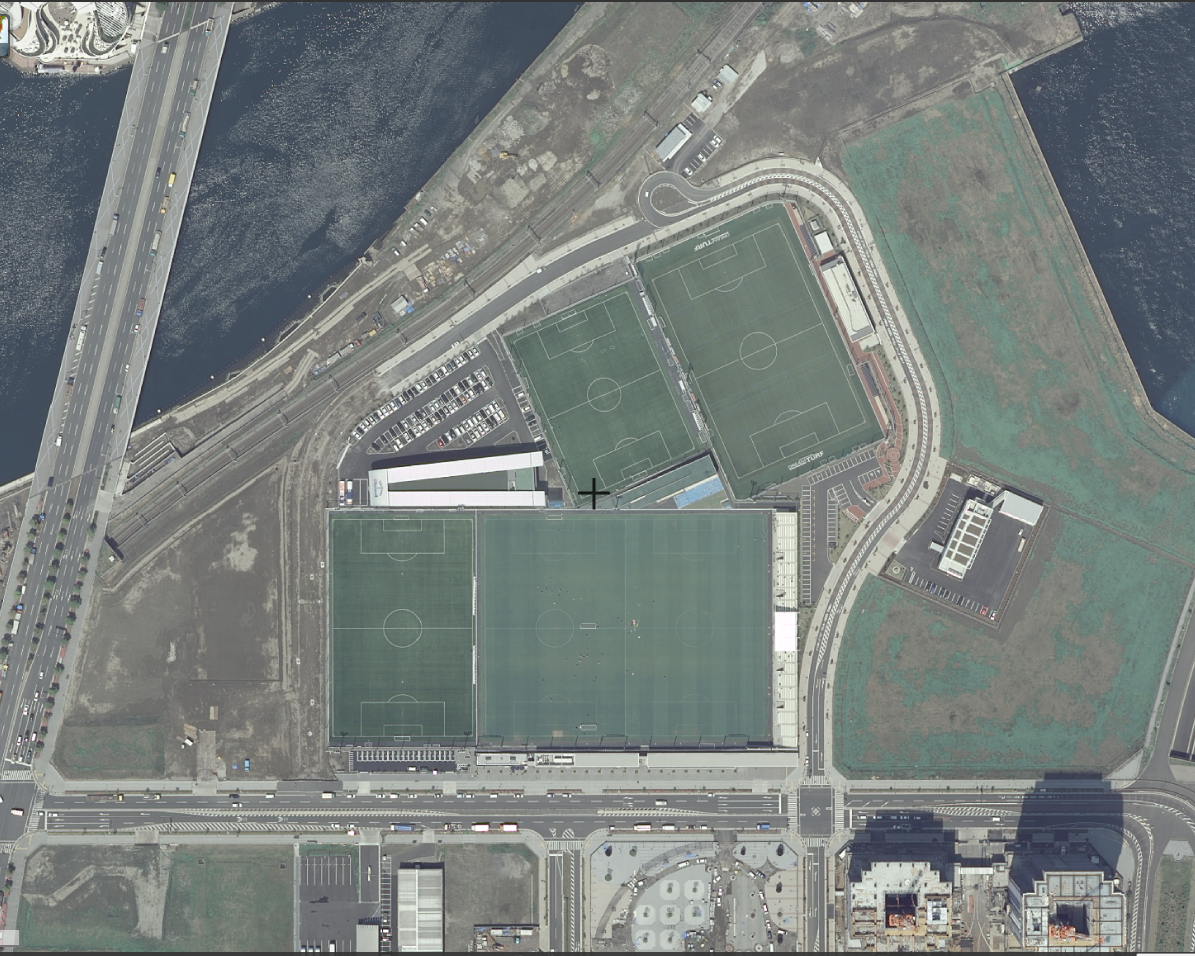
衛星図